# فاروس انرژی
فاروس انرژی (انگلیسی: Pharos Energy) شرکت اکتشاف و تولید نفت بریتانیایی است، که در سال ۱۹۹۷ توسط اد استوری تأسیس شد. این شرکت هم‌اکنون دارای عملیات در کشورهای ویتنام، مصر و اسرائیل می‌باشد.